# Oración compuesta

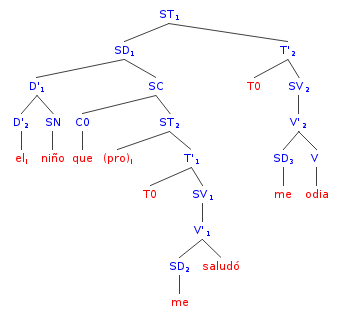
Árbol sintáctico, para una oración compuesta (el niño que me saludó me odia) en la que la oración subordinada es una oración de relativo.

Se denomina oración compuesta o compleja a una oración que tiene más de un sintagma verbal o, dicho de otro modo, tiene más de un verbo conjugado. Es una cualidad sintáctica formada por dos o más oraciones simples que se han combinado entre sí mediante parataxis o hipotaxis (esto puede involucrar diversos nexos o elementos de relación, conjunciones, locuciones conjuntivas, adverbios, pronombres relativos, etc.). 
De acuerdo con el análisis de la gramática tradicional, las oraciones compuestas se pueden clasificar en tres tipos:
- Las formadas por coordinadas.
- Las formadas por yuxtapuestas.
- Las formadas por subordinadas.

## Formadas por coordinación
La coordinación es la unión de dos o más oraciones que tienen el mismo valor funcional y son sintácticamente independientes o solas. Por lo tanto, las oraciones coordinadas no dependen una de la otra, sino que se unen entre sí a un mismo nivel sintáctico. Su significado se integra en el sentido global de toda la oración compuesta, aunque podrían funcionar por separado como oraciones autónomas. Ejemplo:
[Juan y María vinieron] y [luego se fueron].
[Oración coordinada 1]  NEXO [Oración coordinada 2]
Las oraciones coordinadas pueden ser copulativas, adversativas, disyuntivas, explicativas o distributivas; esto depende del tipo de nexo.
- coordinadas copulativas . Las oraciones coordinadas copulativas son aquellas que expresan adición o gradación. En español se usan los nexos: y, e, ni. Algunos ejemplos de este tipo son:
Rocío come y toma la siesta.
Blancanieves cantaba e hilaba la rueca.
El participante no ganó ni realizó una buena actuación en el escenario.
- Coordinadas adversativas. Las oraciones coordinadas adversativas expresan oposición o exclusión. En español se usan los nexos: pero, mas, sin embargo, sino, no obstante, cuando y aunque. Algunos ejemplos de este tipo de oraciones son:
Me gusta, pero necesita algunos cambios.
Es un buen compañero, mas no es mi amigo.
Tu trabajo es muy bueno, aunque requiere otra revisión.

- Coordinadas disyuntivas.. Las oraciones coordinadas disyuntivas son aquellas que buscan dar opciones a elegir. Estas están conectadas por la conjunción o,  u.

Estas oraciones pueden dar dos significados:
1) Cuando las oraciones disyuntivas se excluyen mutuamente:
O estudias o perderás el examen
2) Las oraciones disyuntivas son dos posibilidades alternativas para una misma realidad
Siempre Marta o se demora o nunca llega.

## Formadas por yuxtaposición
La yuxtaposición es la unión de varias oraciones con el mismo valor sintáctico y sin nexos entre ellas. Así pues las oraciones yuxtapuestas tienen una relación de significado que se representa en la escritura mediante signos de puntuación (coma, punto y coma, dos puntos), [Oración 1] SIGNO DE PUNTUACIÓN [Oración 2], como en el siguiente ejemplo:
(El niño lloró; la madre también lo hizo).
(Oración 1); (nexo) (Oración 2).
En resumen: son las oraciones unidas por signos de puntuación.

## Formadas por subordinación
La subordinación es la unión en una oración compuesta de dos o más oraciones entre las cuales existe una relación de dependencia. Esto quiere decir que hay una oración que se considera principal y de ella depende otra (u otras) llamada "subordinada".Ejemplo:
[Tu padre y yo queremos [que vengas de viaje con nosotros.]]
[Oración principal [NEXO oración subordinada]]
Es decir, la oración subordinada depende sintácticamente de la oración principal, lo que se refleja en la consecutio temporum y otros hechos.
En español la oración subordinada puede ser introducida por un nexo subordinante o puede carecer de él:
a. Quiero [que Juan gane]
b. Quiero [Ø ganar (yo)]
c. Ruego [Ø me comunique lo antes posible su disponibilidad]
En las oraciones subordinadas finitas como (a) la oración subordinada generalmente se introduce por un nexo subordinante que ocupa una posición dentro del sintagma complementante, excepcionalmente algunas oraciones finitas no llevan nexo subordinante como (c). En muchas oraciones no finitas como (b) tampoco suele aparecer nexo subordinante.

### Oraciones subordinadas sustantivas (OSS)
Las oraciones subordinadas sustantivas son oraciones que desempeñan un papel similar al de un sintagma nominal, estructuralmente se analizan usualmente como un sintagma complementante que aparece incrustado en la proposición principal. Este sintagma puede estar encabezado por llevar un nexo subordinante, o puede aparecer sin él (en ese caso se habla ocasionalmente de yuxtaposición, aunque puede argumentarse que estructuralmente ese tipo es como el de las  introducidas por nexo).
En español las oraciones subordinadas sustantivas, o unidas a esta por un nexo. Existe yuxtaposición cuando la subordinada está encabezada por algún elemento interrogativo, cuando el verbo de la subordinada es un infinitivo o cuando está construida en estilo directo. En los demás casos, se enlazan a la principal por medio de las siguientes conjunciones subordinantes:
- que: las OSS se unen normalmente a la oración principal (OP) mediante la conjunción completiva que, precedida o no de preposición:

No me importa que se vaya
Dice que te quiere
Estoy cansado de que me exploten
En estas oraciones es importante no confundir el nexo o conjunción subordinante que (partícula átona) con el pronombre No confundir con el relativo que (palabra tónica).
- si, que aparece como nexo de las subordinadas sustantivas de CD*. No confundir con la conjunción condicional si.

Cuando la subordinada sustantiva en función de CD aparece en estilo directo (Ella me dijo: No lo hagas) o en forma de interrogativa indirecta parcial (Me preguntó dónde vivía), no se utiliza nexo para enlazar el verbo principal con la proposición, es decir, encontramos yuxtaposición. El elemento interrogativo, pronombre o adverbio, no es propiamente un nexo, sino que funciona como un elemento más de la subordinada:
1. Proposición subordinada sustantiva de sujeto: Las de sujeto aparecen en construcciones como las siguientes:
  - pronombre personal CI + verbo intransitivo+ sub. Sujeto:

me gusta..., me encanta..., me divierte..., me molesta..., me sorprende..., me importa..., me preocupa... que nos separemos.
  - estructuras atributivas con verbo copulativo (habitualmente, ser) +S. Adj. Atributo+sujeto:

es triste..., es fácil..., es difícil..., sería bonito..., es necesario..., es inevitable..., es raro..., es posible que ganen la Liga.
  - construcciones pasivas reflejas:

se dice..., se comenta..., se cree..., se rumorea..., se supone..., se nota..., se ve que no te lavas mucho.
Observa que en los tres casos citados lo más frecuente es que la proposición subordinada de sujeto vaya pospuesta. No la confundas con un complemento directo.
2. Proposición subordinada sustantiva de atributo, se construyen con verbos copulativos y también van introducidas por la conjunción QUE o formadas por un verbo en infinitivo. No debemos confundirlas con las de sujeto, en las que otra palabra desempeña la función de atributo. Ejemplo:
Él parece que lo sabe todo = Él parece sabio
Eso es hablar demasiado= Eso es excesivo
Aunque la subordinación como tal no concuerda con el sujeto, el adjetivo o sintagma nominal correspondientes sí lo harían:
La cosa está que arde= interesante
Ana está que trina, que echa chispas = enfadada
Lo que quiero es que esto acabe pronto = eso, el final de esta historia,...
3. Proposición subordinada sustantiva de complemento o adyacente: Acompaña a un adjetivo o a un sustantivo que no es su antecedente (por tanto el nexo no podrá sustituirse por este). Se une por medio de la preposición DE y la conjunción QUE (DE+QUE). Ejemplos:
Parece contento de que vengas
Parece contento de ello
  - Adyacente o complemento de un nombre:

Tengo la  ilusión de que nos lleven de viaje a algún sitio.
  - Adyacente o complemento de un adjetivo:

Estábamos seguros de que lo conseguirías
Volvió harto..., cansado..., feliz..., contento de que todo el mundo le preguntara.
Está dispuesto a que le examinen ahora mismo
  - Adyacente o complemento de un adverbio:

Estoy bastante cerca de que me den el ascenso
Dámelo antes de que vuelvan
También puede construirse con infinitivo:
Parece contento de haber venido por aquí
Parece contento de ello
Explicó el motivo de suspender la excursión
Explicó el motivo de ello
4. Proposición subordinada sustantiva de complemento directo: Por lo general van introducidas por QUE o se construyen en infinitivo. Podremos sustituir la oración subordinada sustantiva completa por el pronombre de complemento directo lo. Ejemplo:
Él piensa que el problema se solucionó
Él piensa solucionar el problema
Él lo piensa
Hay un tipo especial de subordinadas sustantivas, a las que nos hemos referido más arriba, que son las interrogativas indirectas. Siempre realizan la función de CD. Pueden introducirse con el nexo SI, que no realizará una función dentro de la oración subordinada. Si fuera una interrogativa directa se respondería con un sí o con un no. Ejemplo:
Él preguntó si vendrían
Él lo preguntó
Las interrogativas indirectas también pueden ir introducidas por un nexo que es un pronombre interrogativo y por tanto hará una función dentro de la oración subordinada. Estos nexos llevan tilde (quién, qué, cómo, cuándo, dónde, por qué, cuál). Ejemplos:
Él preguntó quién vendría
Él preguntó a quién esconderían
En esta oración quién no puede ser sujeto porque está encabezado por una preposición y está en singular.
Él preguntó cómo lo haría
Él preguntó cuándo lo haría
Él preguntó a dónde irían
Él preguntó por qué irían
Todas las proposiciones interrogativas indirectas anteriores se pueden sustituir por el pronombre lo de complemento directo. Ejemplo:
Él lo preguntó.
5. Proposición subordinada sustantiva de complemento indirecto: Van introducidas por las preposiciones propias del complemento indirecto, A o PARA, y el nexo QUE o QUIEN. En realidad, son proposiciones subordinadas de relativo sustantivadas, en las que se ha suprimido el antecedente. Podemos sustituir la oración subordinada por el pronombre él. Ejemplos:
Eligieron ese regalo para (el chico) quien te dije
Eligieron ese regalo para quien te dije
Eligieron ese regalo para él
Compraron un cuadro al (chico) que te dije
Compraron un cuadro al que te dije
Compraron un cuadro a él
También puede construirse con un infinitivo (aunque son poco frecuentes):
No pone límites a su batallar por la libertad
No le pone límites
6. Proposición subordinada sustantiva de suplemento (complemento de régimen): Van introducidas por la preposición que rige el verbo (hablar DE, acordarse DE, pensar EN) y la conjunción QUE (DE+QUE). También pueden construirse con la preposición que rige el verbo más un infinitivo, sin que aparezca el nexo QUE. Dependen de un verbo, no de un sustantivo, por tanto no puede confundirse con las subordinadas sustantivas de adyacente. Ejemplos:
Pensó en que fueran de excursión.
Pensó en ir de excursión.

### Oraciones subordinadas adjetivas o de relativo (OR)
Las oraciones de relativo califican o complementan a un sintagma nominal o antecedente (en español este sintagma va delante de ellas en la oración principal). Su función es siempre la de adyacente o complemento del nombre adjetivo de su antecedente.
En español este tipo de oraciones se introducen mediante pronombres relativos que son nexos subordinantes que tienen una función anafórica, es decir, reproducen su antecedente dentro de la subordinada. Desempeñan una doble función sintáctica: unen la PS con la principal, por lo que funcionan como enlaces o nexos; sustituyen al sustantivo antecedente en la proposición subordinada, en la que realizan, por tanto, la función correspondiente a un sintagma nominal: sujeto, CD, CI, etc. Ejemplos:
a. Maríai, quei es muy guapa, es una chica estupenda.
b. Juani, al quei vi ayer, es mi compañero de clase.
c. Juani, de quieni te hablé ayer, es mi compañero de clase.
Debe tenerse presente que el nexo en la proposición de relativo no tiene que realizar la misma función que su antecedente en la oración principal, como en el siguiente ejemplo:
Se compró unos zapatos que tenían hebillas
El sustantivo zapatos, que es el antecedente del pronombre relativo, hace la función de núcleo del CD; el pronombre relativo que hace la función de sujeto en la oración de relativo. El pronombre relativo no lleva nunca tilde, lo que nos permite distinguirlo del pronombre-nexo que introduce las proposiciones interrogativas indirectas, que también realiza una función en la oración. Otros nexos, junto a que, cual y quien, que introducen subordinadas adjetivas o de relativo son:
- Cuyo: realiza la función de determinante de la palabra a la que acompaña. Actúa como un determinante posesivo. Tiene función anafórica. Su uso es escaso y progresivamente menor.
El chico cuyos libros tengo es un compañero de clase
- Donde: Su antecedente es un sustantivo que indica lugar:
Vino por el camino donde tú te perdiste
- Cuando: su antecedente es un sustantivo que indica tiempo:
Aquel verano, cuando fuimos a Málaga, lo pasamos bien
- Como: su antecedente será una palabra que indique modo:
Rellenó el impreso como le dijeron (De la manera que le dijeron)

Siempre que tengan antecedente son relativos, si no, son adverbios.
Las oraciones de relativo pueden ser, desde el punto de vista semántico: especificativas o explicativas. La diferencia es la misma que en el caso del adjetivo: las subordinadas especificativas seleccionan el antecedente dentro de un conjunto, restringen su extensión: son necesarias para la comprensión del contenido de la oración en la que se encuentran; las explicativas aportan una información que afecta a todo el antecedente, sin seleccionarlo; podrían suprimirse sin alterar el significado de la oración principal. Ejemplos:
Los alumnos que estaban nerviosos no hicieron un buen examen = especificativa (solo los nerviosos)
Los alumnos, que estaban nerviosos, no hicieron un buen examen = explicativa (todos los alumnos estaban nerviosos)
Las proposiciones subordinadas adjetivas de relativo pueden aparecer sustantivadas si suprimimos su antecedente. Ejemplo:
Compraron un regalo al (chico) que te dije
Compraron un regalo al que te dije
Pero, aunque realicen funciones sustantivas estas oraciones siguen teniendo carácter adjetivo, porque:
- El pronombre que las introduce es un relativo (actúa como nexo y desempeña una función dentro de la subordinada).
- Existe antecedente, aunque no aparece explícitamente por ser conocido por el receptor.

Presentan los siguientes nexos:
- Que, precedido por el artículo (el que, la que, los que, las que, lo que).
- Quien, quienes (siempre son antecedente implícito “persona”).

Pueden desempeñar las funciones características de los sintagmas nominales, incluso aquellas que no realizan las proposiciones subordinadas sustantivas (complemento indirecto, complemento agente). Son las siguientes:
1. Oración subordinada adjetiva de sujeto: Los que han pagado ya tienen preferencia;
2. Oración subordinada adjetiva Adyacente al núcleo de un sintagma nominal (aposición): Mi primo, el que vive en Málaga, ha vendido su casa;
3. Oración subordinada adjetiva Adyacente preposicional a un sustantivo:  Las notas de quienes han llegado tarde se recogen en Secretaría; a un adjetivo: Estoy harto de los que no hacen nada; o a un adverbio: Ponte detrás de las que están al fondo;
4. Oración subordinada adjetiva de Atributo: Este chico no es lo que parece;
5. Oración subordinada adjetiva de Predicativo: Llamaron al árbitro todo lo que se les ocurrió;
6. Oración subordinada adjetiva de CD: Coge las que quieras;
7. Oración subordinada adjetiva de CI: A todos los que vengan les regalaremos algo;
8. Oración subordinada adjetiva de CC: Debería estar en el que nos hemos traído;
9. Oración subordinada adjetiva de Suplemento(complemento de régimen) No confíes en quien no lo merece;
10. Oración subordinada adjetiva de Complemento agente: Ha sido reconocido por todos los que presenciaron los hechos.

El participio, con sus propios complementos verbales o sin ellos, puede desempeñar las mismas funciones que el adjetivo, es decir, adyacente (Carolina, cansada de esperar, se marchó), atributo (Estamos hartos de ti) y complemento predicativo (Ha venido agotado por el trabajo);(La encontré acostada en la cama).
El participio puede aparecer referido a un elemento de la oración principal (concertado), como en los ejemplos anteriores, o con su propio sujeto y separado por pausas; se trata, en estos casos, de un participio absoluto o en construcción absoluta: Explicadas las subordinadas, se fueron de vacaciones, Dadas las circunstancias, has hecho lo más sensato. Las proposiciones subordinadas de participio en construcción absoluta tienen carácter adverbial, generalmente temporal (Acabadas las clases nos marchamos a casa), por lo que su función sintáctica es de complemento circunstancial.

### Oraciones subordinadas adverbiales
Las oraciones subordinadas adverbiales desempeñan la función de complementos circunstanciales del verbo de la oración principal, sintácticamente son adjuntos no requeridos por el verbo de la oración principal. Ejemplo:
Voy [donde me mandan] = 'Voy allí'
Nótese que esta oración es una oración de relativo introducida por el pronombre relativo donde. Semánticamente existen una equivalencia clara existe con un adverbio de tiempo, lugar o modo. En general, se suelen considerar también como adverbiales toda una serie de subordinadas que indican relaciones lógicas entre proposiciones (causa, consecuencia, finalidad, etc.), y que poseen cierta independencia con respecto a la proposición principal, aunque no tanta como para considerarlas proposiciones coordinadas. 
Se clasifican tradicionalmente, atendiendo a criterios lógico-semánticos, en los siguientes tipos:
- Adverbiales propias o de carácter circunstancial: las que expresan las tres relaciones fundamentales de tiempo, lugar y modo, correspondientes a los adverbios de estas clases. Su función de complemento circunstancial es evidente;
- Adverbiales cuantitativas o correlativas: expresan relaciones de cantidad, grado, intensidad,... Se caracterizan por presentar correlación entre dos elementos subordinantes: uno que introduce propiamente la subordinada y otro que queda en la oración principal desempeñando alguna función (...más ... que; tan ... que). Se trata de las comparativas y consecutivas.
- Adverbiales impropias o de implicación lógica: indican relaciones lógicas entre dos hechos; uno de ellos se expresa formalmente como proposición subordinada. Se dividen en causales, consecutivas, condicionales, concesivas y finales.

- Adverbiales de tiempo. Expresan circunstancias de tiempo (anterioridad, simultaneidad o posterioridad). El nexo más frecuente es Cuando. Otra forma de construir adverbiales de tiempo es mediante las formas no personales del verbo (Ten cuidado al cerrar la puerta; Muerto el perro, se acabó la rabia; Estando dentro, atrancamos la puerta). Otros nexos son: apenas, tan pronto como, en cuanto, mientras tanto, siempre que, a medida que, conforme (o según) , etc.
[Tan pronto como te decidas] podremos marcharnos
- Adverbiales de lugar. Expresan un lugar relacionado con la acción principal. Se unen mediante el nexo DONDE, con preposición o sin ella, en función de si hay o no que expresar el movimiento: adonde, por donde, de donde, hacia donde, hasta donde. Ejemplo: Hemos quedado donde te dijimos.
- Adverbiales de modo. Indican cómo se realiza la acción principal. Son sustituibles por adverbios de modo, como Así. Ejemplo: Lo ha hecho como ha podido= Lo ha hecho así

Generalmente se expresan por medio de una construcción de gerundio:
- Esto se ablanda dejándolo unas horas en remojo.

El nexo más habitual es COMO. Otros enlaces oracionales son: así como, tal como, tal cual, según y sin (cuando tienen valor adverbial, no preposicional: Según lo colocas, no puede aguantar; Entra sin que te vean).
Un tipo especial de subordinadas de modo son las llamadas modales condicionales, introducidas por la locución conjuntiva como si:
Juega como si le fuera la vida en ello.
Las formas no personales del verbo también pueden constituir proposiciones modales (ver más arriba):
Entra sin hacer ruido.
Yo pronuncié un discurso sin que me lo impidieran.
Es importante no confundir las adverbiales de tiempo, lugar y modo con las subordinadas adjetivas introducidas por adverbios relativos. Si hay un antecedente expreso, la subordinada funciona como adyacente. Si no lo hay, tiene carácter adverbial: No recuerdo el lugar donde lo conocí. Aquí la subordinada funciona como adyacente a lugar dentro del SN complemento directo; es, por tanto, subordinada adjetiva. Donde es un adverbio relativo, funciona como un nexo y como complemento circunstancial de la subordinada.
Vivo donde puedo
La subordinada funciona como complemento circunstancial de la oración principal; es, por tanto, subordinada adverbial. Donde es un adverbio conjuntivo que funciona como nexo de la subordinada.
- Adverbiales comparativas. Son aquellas en que se mide algo de la principal por comparación con la subordinada comparativa. Se relacionan con el morfema de grado en adjetivos y adverbios. Su nexo comparativo (que, como, etc.) aparece en correlación con otro elemento de la proposición principal (más, menos, tan, etc): No está tan contento como parece. Cuando el verbo de la proposición subordinada es el mismo que el de la principal, lo más habitual es su omisión, aunque seguimos considerando que la oración es compuesta con el verbo de la subordinada implícito:
No es tan alto como tú (eres)
Las comparativas pueden ser:
  - de igualdad, con correlación entre tan, tanto ( y sus variantes morfológicas) y las conjunciones como o cuanto en la subordinada: Habla tanto como tú; Es tan fuerte como lo era su padre.
  - de superioridad, con correlación entre el comparativo más y la conjunción que (a veces, la preposición de) de la subordinada: Tiene más cara que espalda; Es más inteligente de lo que se cree.  Ciertos adjetivos conservan el comparativo de superioridad etimológico o léxico (mejor, peor, mayor, menor), por lo que no se construyen con adverbio (Soy mejor que ellos, * más mejor?)
  - de inferioridad, se forman con el comparativo menos en la principal y la conjunción que (o la preposición de) en la subordinada: Ha pagado menos de lo que vale; Es menos sólido que el mío.

No se deben confundir las oraciones comparativas con las modales. En las oraciones modales no hay intención de comparar: Lo hago como me mandan. Pero existe un tipo de modal (ponderativa) en la que se usa una comparación para realzar la intensidad de una acción o de una cualidad: Corre más que un gamo. En las comparativas se comparan dos términos:
Juan es tan alto como Pedro.
- Las adverbiales consecutivas, expresan la consecuencia que se deriva de la acción principal. Presentan la misma relación que las causales desde la perspectiva inversa: una causal sería: Hemos aprobado porque habíamos estudiado. Una consecutiva sería:
Habíamos estudiado bastante, así que hemos aprobado.
Existen dos tipos de subordinadas consecutivas:
  - Consecutivas de intensidad o cuantificación: la consecuencia deriva de la intensidad o grado con que se presenta la acción principal. Existe un elemento cuantitativo intensivo en la oración principal (pronombre, adverbio o determinante: tan, tanto, tal), correlativo con la conjunción que enlace de la subordinada (Come tanto que va a reventar). El elemento intensivo desempeña su propia función en la oración principal (en el ejemplo anterior, tanto: CD). La estructura de las consecutivas correlativas es parecida a la de las comparativas de igualdad, con las que no deben confundirse:
Estoy tan triste como estabas tú ayer (comparativa)
Estoy tan triste que no puedo hablar (consecutiva)
En ocasiones estas subordinadas se construyen con el elemento intensivo omitido, sobreentendido: Toca la guitarra (tan bien) que da gusto oírle;
Llegué que no podía más.
  - Consecutivas lógicas: la consecuencia no depende de la intensidad de la principal. Los nexos más frecuentes son así que, por (lo) tanto, luego, por consiguiente, conque, etc. (Pienso, luego existo; Han ganado, por lo tanto se clasifican).
- Adverbiales causales, expresan la causa por la que se produce la acción principal. El nexo más habitual es la conjunción porque (Lo hago porque  quiero). Otros enlaces causales (equivalentes a porque) son: pues, a causa de que, puesto que, ya que, etc. La conjunción como también presenta en ocasiones valor causal (Como no me habla, no sé qué quiere). La subordinada va siempre antepuesta en este caso. No se debe confundir con el valor condicional que como tiene en otras oraciones (Como no venga, se entera) , ni con el como comparativo Es tan feo como yo) o modal (Hazlo como quieras). Cuando la principal es imperativa, el nexo de la subordinada causal puede ser que: No tires tú que lo fallas. Si la causa de la acción principal es la gran intensidad de una cualidad o de un hecho que se presenta en la subordinada, la fórmula de esta puede ser: Casi no duerme, de lo nervioso que está; Me duele la cabeza, de tanto estudiar. Es la misma relación lógica de las consecutivas de intensidad, pero construyendo la causa como subordinada, en vez de la consecuencia: 
Está tan contento que da saltos de alegría (consecutiva)
Da saltos de alegría de lo contento que está (causal)
Las formas no personales del verbo también constituyen el núcleo del predicado de las proposiciones subordinadas causales: La despidieron por quedarse con el dinero; Sabiendo que él la miraba, se hizo la interesante.
- Adverbiales condicionales, formulan una condición necesaria para que se cumpla lo expresado en la principal. El nexo más frecuente es la conjunción SI (Si quieres, vente). Otros nexos: a condición de que, a menos que, siempre que, con (tal) (de) que, en el caso de que, etc. Se da el nombre de prótasis a la proposición subordinada condicional, y el de apódosis a la proposición principal. Aunque la subordinada suele anteponerse, de ahí el nombre de Aprótasis, también puede ir detrás de la principal (Te invito si vienes). Como y cuando también son nexos condicionales: Como vaya, me van a oír; Cuando no protesta, por algo será.
Asimismo, las construcciones con infinitivo, gerundio o participio pueden adquirir valor condicional: De seguir así, no acabaremos nunca; Empujando todos, lo moveremos; Tratado con cariño, parece otra persona (todas se pueden sustituir por subordinadas con SI).

Las subordinadas condicionales se suelen clasificar según la posibilidad de cumplimiento de la condición que formulan, que afecta al tiempo y al modo verbal de la principal y de la subordinada. Así, tenemos:
- - Condicionales reales: si se da la condición, se da necesariamente la principal (Si el agua hierve, se evapora). La subordinada aparece siempre en indicativo, frecuentemente en presente con valor atemporal. Este tipo de condicionales es característico del lenguaje científico.
  - Condicionales potenciales: la condición de cumplimiento es posible. Si el hablante la siente como probable, utilizará el modo indicativo (Si juegas, vamos a ganar); si la considera improbable, empleará el subjuntivo en la subordinada y el condicional en la principal (Si jugaras, ganaríamos).
  - Condicionales irreales: el cumplimiento de la condición es imposible. Referidas al presente o al futuro, se construyen igual que las del tipo anterior, y se diferencian solo por el significado (Si viviera mi abuelo, estaría indignado); referidas al pasado, expresan que la condición no se ha cumplido, y en la subordinada se utiliza el pluscuamperfecto de subjuntivo (Si hubierais venido antes, la habríais visto).
- Adverbiales concesivas, la subordinada opone una dificultad al cumplimiento de la acción principal, pero no la impide. El nexo es aunque (Aunque me lo jures, no lo creo). Otros nexos son: a pesar de que,  aun cuando, por mucho/más que, pese a que, si bien, así, etc. Las subordinadas concesivas tienen relación con las adversativas. El nexo aunque lo consideraremos concesivo cuando no sea conmutable por pero. Si lo es (Jugamos bien aunque perdimos), se considerarán las dos proposiciones como coordinadas adversativas. Son frecuentes las subordinadas concesivas de gerundio: Aun llegando pronto, no encontramos  entrada, y también con las expresiones pase lo que pase, cueste lo que cueste, caiga quien caiga, etc. Al igual que las condicionales, las concesivas pueden presentar el hecho al que se refieren como sucedido, como posible o imposible:
  - Si el hecho se presenta como real, el modo que se utiliza es el indicativo (Aunque va Ana, yo no voy).
  - Si el hecho es hipotético, el modo que emplea es el subjuntivo, en presente si el hablante considera que la probabilidad es alta (Aunque vaya Ana, yo no voy), y en pretérito imperfecto si la considera escasa o remota (Aunque fuera Ana, yo no iría).
  - Si el cumplimiento de la acción que expresa la subordinada es ya imposible o irreal por pertenecer al pasado, la proposición concesiva se construye en pluscuamperfecto de subjuntivo (Aunque hubiera ido Ana, yo no habría ido).
- Adverbiales finales explican el propósito o la intención de la acción principal. Sus nexos más habituales son las locuciones conjuntivas para que y a que. Generalmente, el verbo de la subordinada aparece en subjuntivo (Te lo hemos regalado para que te sea útil, He venido a que me examines). También actúan como nexos de finalidad a fin de que, con el fin de que, con la intención/el propósito de que, etc. La conjunción que adopta valor final en oraciones de carácter coloquial como: Ven que te peine; Dáselo, que se vaya. Si el sujeto de la principal y el de la subordinada coinciden, la proposición final se construye en infinitivo (Ha venido a buscarte; Quiero verla para decírselo personalmente). Las finales de infinitivo son muy numerosas en español. No deben confundirse en el análisis con suplementos, complementos indirectos o perífrasis verbales:
  - Tiende a ser cada vez peor (subordinada sustantiva, suplemento)
Se lo he traído a los que lo pidieron (subordinada adjetiva sustantivada, complemento indirecto)
Va a empezar ahora (perífrasis aspectual, núcleo del predicado)
Ven a vernos pronto (subordinada adverbial final, complemento circunstancial).
- Construcciones de gerundio, por su naturaleza adverbial, el gerundio constituye con frecuencia proposiciones subordinadas en función de complemento circunstancial, como se ha visto al desarrollar los diferentes tipos de adverbiales. Puede tener el mismo sujeto de la proposición principal (Se marchó dando un portazo) o sujeto semántico propio (construcción absoluta: Jugando bien, no nos ganarán; Estando todos dentro, cerró la puerta el conserje).  Los valores semánticos que se pueden expresar con estas construcciones de gerundio son muy variados: en los ejemplos anteriores, modal, condicional y temporal, respectivamente.

En ocasiones, la subordinada de gerundio aparece complementando a un elemento nominal de la oración principal, y funciona como adyacente al sujeto (Raúl, engañando completamente al portero, marcó el empate) o como predicativo del complemento directo (La vi interpretando Yerma). Su análisis depende de la función que desempeñe el sustantivo o pronombre al que se refiere.
Recordemos que son incorrectas las oraciones en las que la subordinada de gerundio indica una acción posterior a la del verbo principal: 
Remató a puerta, consiguiendo gol tras un rebote (en vez de... y consiguió gol tras un rebote).

## Abreviatura
- SN sintagma nominal,
- SD sintagma determinante,
- SV sintagma verbal,
- N nombre, adjetivo o pronombre,
- V verbo,
- P preposición,
- C complemento,
- CP construcción preposicional
- D determinante